# Earl Ross
Pas d'image ? Cliquez ici
Earl Ross (né le 4 septembre 1941 à Fortune Bridge (Canada), et mort à Ailsa Craig (de), en Ontario, le 18 septembre 2014) est un pilote automobile canadien. En 1974, il est devenu le premier pilote étranger à remporter une manche de NASCAR.

## Biographie
Earl Ross a fait ses débuts en NASCAR Winston Cup (alors le nom du principal championnat de la NASCAR) en 1973 à l'occasion du Daytona 500. N'ayant disputé que peu de courses tout au long de cette première saison en NASCAR, il conserve son statut de "rookie" (débutant) et grâce à sa huitième place finale au championnat, remporte en 1974 le titre honorifique de "rookie of the year".
Sa saison a notamment été ponctuée par une victoire historique sur l'ovale de Martinsville (lors du "Old Dominion 500"), qui a fait de lui le tout premier pilote étranger à s'imposer dans la catégorie reine de la NASCAR. Il faudra attendre la manche routière de Sonoma en juin 2007 pour voir un autre pilote étranger (en l'occurrence le Colombien Juan Pablo Montoya) rééditer une telle performance.
Cette belle saison d'Earl Ross restera sans lendemain puisque après de rares apparitions en 1975 et 1976, il quitte la NASCAR. Il continuera à piloter jusqu'à la fin des années 1990, notamment en CASCAR (variante canadienne de la NASCAR).